# 集積培養
集積培養（enrichment culture）とは、特定の微生物が好む生育条件や培地によって行う培養である。これにより、目的の微生物を増殖させて選抜する一方、他の微生物の生育を抑える。オランダの植物学者にして微生物学者であった Lourens Bass Becking は、集積培養に関してこう述べている。"everything is everywhere; but the environment selects."（「あらゆる微生物は至るところに存在する。それを環境が選ぶのだ」）。
同じくオランダの植物学者・微生物学であったマルティヌス・ベイエリンクは、最初に集積培養の手法を開発した人物として知られている。ロシアの微生物学者であった Sergei Winogradsky も、様々な培地を用いて細菌の培養実験を行った。

## 集積培養の例
例えば塩濃度の高い培地を用いることで、好塩菌を選抜することができる。高温条件下で培養を行えば、好熱菌が得られる。